# Global Deejays
Global Deejays — австрійський ді-джей-дует, що складає музику в стилях тек-хауз та електро-хауз.
Дует складається з братів DJ Taylor (Конрад Шрайфогль) та FLOw (Флоріан Шрайфогль). До кінця 2006 року до складу колективу входили DJ Mikkel (Міккель Крістенсен) та вокалістка Марі Гайдель.

## Музична кар'єра
Трек гурту «The Sound of San Francisco» частково використовує семпли пісні 1967 року (The Summer of Love) «San Francisco (Be Sure to Wear Flowers in Your Hair)» у виконанні Скотта МакКензі. Відео включає сцени з гуртом у прикрашеному шкільному автобусі, що проїжджає популярними місцями.
У 2005 році Global Deejays виграли російську премію MTV Energy Award та польську ESKA Award.
У 2008 році команду покинув діджей Міккель (Міккель Крістенсен).
26 січня 2009 року реміксована версія пісні гурту «Everybody's Free (To Feel Good)» дебютувала в австралійському хіт-параді ARIA Charts на 33 місці (згодом досягнувши 7 місця). Ця популярність стала результатом того, що трек з'явився в телевізійній рекламі австралійської версії So You Think You Can Dance влітку того ж року.
У квітні 2010 року Global Deejays випустили трек «My Friend» з вокальним талантом данської співачки Іди Корр.
У квітні 2011 року реліз Global Deejays «Bring It Back» посів 8 місце в офіційному танцювальному чарті США Billboard Dance. У треку звучить Нільс Ван Гог, а також вокал хаус-діви Террі Бі, відомої як Террі Б'єрре (Terri B!).
У січні 2012 року кавер Global Deejays на пісню Dune «Hardcore Vibes» посів 46 місце у французькому чарті Top 100.

## Дискографія

### Альбоми
| Рік  | Назва   | AUT | AUS | CAN | FRA | GER | NED | RUS | SPA | SWI | UKR | U.S. Dance |
| ---- | ------- | --- | --- | --- | --- | --- | --- | --- | --- | --- | --- | ---------- |
| 2005 | Network | 66  | —   | —   | 45  | —   | —   | —   | —   | —   | —   | —          |

### Сингли
| Рік  | Назва                                                       | AUT | AUS | CAN | CZE | FRA | GER | NED | RUS | SPA | SWI | UKR | U.S. Dance |
| ---- | ----------------------------------------------------------- | --- | --- | --- | --- | --- | --- | --- | --- | --- | --- | --- | ---------- |
| 2004 | The Sound of San Francisco                                  | 4   | —   | 3   | 1   | 18  | 3   | 31  | 1   | 1   | 25  | 1   | 5          |
| 2005 | What a Feeling (Flashdance)                                 | 14  | 44  | —   | 7   | 18  | 16  | 35  | 9   | 1   | 45  | 10  | 5          |
| 2006 | Don't Stop (Me Now)                                         | —   | —   | —   | —   | —   | —   | —   | —   | —   | —   | —   | —          |
| 2006 | Stars on 45                                                 | —   | —   | —   | —   | —   | 12  | —   | 49  | 8   | —   | —   | —          |
| 2006 | Mr Funk                                                     | —   | —   | —   | —   | —   | —   | —   | —   | —   | —   | 115 | —          |
| 2007 | Get Up! (Before the Night Is Over) (vs. Technotronic)       | —   | —   | 32  | —   | 32  | —   | —   | —   | —   | —   | 1   | —          |
| 2007 | Zelenoglazoe Taksi (ковер «Зеленоглазое такси», Олег Кваша) | —   | —   | —   | —   | —   | —   | —   | 5   | —   | —   | —   | —          |
| 2007 | Everybody's Free (спільно з Rozalla)                        | —   | 7   | —   | —   | —   | —   | 70  | —   | —   | —   | —   | —          |
| 2009 | Everybody's Free (2009) (спільно з Rozalla)                 | 57  | —   | —   | —   | —   | —   | —   | —   | —   | —   | —   | —          |
| 2011 | Bring It Back (спільно з Niels van Gogh)                    | —   | —   | —   | —   | 72  | —   | —   | —   | —   | —   | —   | 8          |
| 2012 | Hardcore Vibes                                              | —   | —   | —   | —   | 24  | —   | —   | —   | —   | 73  | —   | —          |
| 2013 | Kids                                                        | —   | —   | —   | —   | 53  | —   | —   | —   | —   | 61  | —   | —          |
| 2014 | We Are the Nights                                           | —   | —   | —   | —   | —   | —   | —   | —   | —   | —   | —   | —          |
| 2018 | Hey Girl (Shake It)                                         | —   | —   | —   | —   | —   | —   | —   | —   | —   | —   | —   | —          |